# Turf
Turf är ett platsbaserat spel för flera spelare utvecklat och utgivet av det svenska spelföretaget Andrimon AB. Spelet släpptes år 2010 för Android (sedan 2013 även iOS) och går ut på att erövra virtuella spelområden på fysiska platser genom smartphonens GPS-system, för att på så vis tävla mot andra spelare. Spelet är gratis med tillgängliga köp inuti appen. Turf har bidragit till uppkomsten av flera idrottsföreningar, bland annat i Skåne, Göteborg och Stockholm.

## Spelupplägg
Turf lånar element från traditionell orientering och kombinerar dessa med klassiska spelelement som ofta finns i TV- och datorspel. Utspridda över hela världen finns det virtuella områden, så kallade zoner, som spelare försöker ta över och behålla för att införskaffa poäng och tävla mot andra spelare. Zoner övertas när en spelare, med hjälp av smartphonens GPS-system, befinner sig på den virtuella zonens motsvarande plats i verkliga världen. Varje zon tilldelar den/de spelare som tar över den ett visst antal poäng, både direkt och över tid. Turf är uppdelat i spelomgångar, som varar i ungefär en månad. Vinnaren vid varje omgångsslut får bland annat placera ut en egen zon på valfri plats i världen.  Spelarna har möjlighet att se varandra på kartan i realtid och medför därmed element av strategi och taktik för att överlista motspelarna.

## Evenemang
Evenemang är vanliga i Turf, både lokalt men också på nationell nivå. En gång per år anordnas en officiell specialomgång, en Bonanza, där alla deltagare samlas i en stad och spelar en fristående omgång under några timmar. Bonanzan innehåller särskilda zoner som inte är med i det ordinarie spelet, och de ligger mycket tätare placerade för att det ska bli en spännande tävling. Den första Bonanzan anordnades på Djurgården i Stockholm den 21 maj 2011  . Den andra Bonanzan var i Sundsvall 10 mars 2012, den tredje var i Västerås den 1 september 2012 och nummer fyra anordnades i Uppsala den 20 april 2013.
Även andra mindre tävlingar förekommer som liknar Bonanzan i upplägg. Ett hölls exempelvis utanför Elmia i Jönköping den 19 juni 2011 (i samband med Dreamhack), och ett annat i Västerås 14 december 2013 (Lusse-Turfen) där man endast fick ta sig fram till fots och med täta zoner. Efter dem har ett stort antal andra event anordnats i många olika städer med olika inriktningar (kanot, långa avstånd o.s.v.).

## Internationellt
I april 2013 fanns Turf på Google Play i Sverige, Nederländerna, Sydkorea, Danmark, Norge, Finland, Island och Storbritannien och även på Itunes/Appstore. Det dröjde dock till augusti 2012 innan första guldmedaljen togs utanför Sverige.

### Norden
Utanför Sverige så har Åland länge visat sig vara det mest aktiva området och åländska turfare har vid ett flertal tillfällen placerat sig högt i resultatlistorna. På Finlands fastland finns det också några områden med aktiva turfare. I Norge och Danmark förekommer Turf mer sporadiskt.

### Skottland och Storbritannien
I augusti 2020 fick en orienteringsklubb i Edinburgh, Skottland nys om Turf och ordnade ett endags-event där klubbens medlemmar tävlade i Turf. Medlemmarna fick efter det blodad tand och fortsatte med Turf vilket ledde till ett kraftigt lokalt uppsving i turfaktivitet runt Edinburgh. I novemberomgången 2020 kom skotska användaren féarglas på andraplats och fick omgångens silvermedalj. Det var första gången som någon utanför norden placerat sig så högt. I december 2020 gjorde BBC Scotland ett nyhetsinslag om féarglas och hennes framgångar vilket resulterade i en intervju som sändes i BBC News på juldagen. Med en räckvidd på många miljoner tittare så var det troligen den största medieexponering som Turf någonsin fått och det ledde till en explosion av nya användare i hela Storbritannien.

## Turf-föreningar
I Sverige finns flera lokala föreningar. I April 2022 finns 14 föreningar för utövare av Turf. 6 av den är knutna till ett län (Turf Dalarna i Dalarna, Turf Skåne i Skåne, Turf Södermanland i Södermanland, Turf Västerbotten i Västerbotten, Turf Västmanland (uTurf) i Västmanland och Turf Östergötland i Östergötland) och 8 av dem är knutna till en ort (Gefle Turfare i Gävle, Turf Göteborg i Göteborg, Jönköpings Turfsällskap i Jönköping, Kalmar Turfförening i Kalmar, Turf Karlstad i Karlstad, Turf08 i Stockholm, Turf Uppsala i Uppsala och Turf Örebro samt Örebro Turfers i Örebro).

## Publicering i media
Turf är omnämnt i ett flertal tidningar. Däribland:
- Arbetarbladet
- Borås Tidning[20]
- Dala-Demokraten[21]
- Göteborgsposten[22]
- Jnytt [23]
- Lerums Tidning[24]
- Motdrag[25]
- Nordvestnyt[26]
- Norran[27]
- Rent Nöje[28]
- Sundsvalls Tidning[29]
- Södermanlands Nyheter[30]
- Vestmanlands Läns Tidning[31]
- Vestmanlands Läns Tidning[32]
- Vårt Kungsholmen[33]
- Ålandstidningen[34]
- Västerbottens-Kuriren

Det har också gjorts reportage i radio (P4 Blekinge och P4 Västmanland) samt i TV (SVT samt TV4 , se 2:38 in i TV4-klippet) under sommaren och hösten 2012.
Även det Svenska Androidforumet Swedroid har skrivit om Turf  liksom sidorna Feber
  och IDG.se  .
I juli 2016 hade 162 800 personer registrerat ett användarnamn i spelet. (I oktober 2015 var antalet 133 500 personer.)
"Vad är Turf" är den "Vad är ..." sökning som ökat näst mest på Google under 2012 i Sverige.